# Piaseczniki (zbiór opowiadań)
Piaseczniki (ang. Sandkings, 1981) – zbiór opowiadań autorstwa George’a R.R. Martina, wydany w Polsce w 1998 roku przez Zysk i S-ka. Opowiadania tłumaczyli Danuta Górska, Michał Jakuszewski i Darosław J. Toruń.
Zbiór otrzymał nagrodę Locusa w 1982 r.

## Spis opowiadań
- Droga krzyża i smoka(inne języki) (The Way of Cross and Dragon, Hugo, Nagroda Locusa 1980)
- Mroźne kwiaty(inne języki) (Bitterblooms)
- W domu robaka (In the House of the Worm)
- Szybki pomocnik (Fast-Friend)
- Kamienne miasto(inne języki) (The Stone City)
- Gwiezdna Pani (Starlady)
- Piaseczniki(inne języki) (Sandkings, Hugo, Nagroda Locusa 1980, Nebula 1979)